# Стефан Ґеорґе
Стефан Ґеорґе (12 липня 1868, Бінген, Німеччина — 4 грудня 1933, Мінузіо біля Локарно, Швейцарія) — німецький поет-символіст та неоромантик, видавець та перекладач. Для поезії Ґеорґе характерний аристократизм та віддаленість від світу. Теми героїзму та самопожертви зробили Ґеорґе популярним у колах націонал-соціалістів, хоча сам поет не брав участі у політиці. Через коло своїх прихильників справив вплив на кількох письменників, зокрема на Гуго фон Гофмансталя. Перекладав німецькою Данте, Бодлера, Шекспіра та сучасних йому поетів.

## Біографія
Народився в родині готельника та продавця вина. Відвідував гімназію у Дармштадті. Після закінчення гімназії подорожував у Лондон, Париж та Відень. В Парижі відвідував вечори Стефана Малларме та спілкувався з Полем Верленом. Від 1889 року провчився два семестри в Берлінському університеті на факультеті філософії. Почав видавати поезії в 1890-х роках. Протягом життя не мав постійного помешкання й часто зупинявся у друзів. Пророкував поганий кінець для Німеччини у Першій світовій війні. У 1933 році відмовився від пропозиції Йозефа Геббельса очолити нову Академію поезії. Відмовився також брати участь у помпезному святкуванні свого 65-річчя, організованого націонал-соціалістичною партією. Натомість поїхав у Швейцарію, де скоро помер.

## Особисте життя
Він був гомосексуалом, проте закликав своїх молодих друзів вести целібатне життя, як його власне.

## Українські переклади
Поезії Ґеорґе перекладали на українську мову Ігор Костецький, Олег Зуєвський, Михайло Орест, Юрій Клен, Василь Барка, Віра Вовк, Володимир Державин.
- Ґеорґе С. Вибрані поезії / перекл. М. Орест. Авґсбурґ: B. Krynytzkyj, 1952. 88 с.
- Вибраний Стефан Ґеорґе по українському та іншими, передусім слов'янськими мовами. Видали Ігор Костецький, Олег Зуєвський. 2 томи — Штутгарт, видавництво «На горі», 1968—1971. — Том 1: Українські переклади, Том 2: Інші слов'янські переклади, примітки, додатки, документація. Вступна стаття Ігоря Костецького (бл. 200 с.), переклади І. Костецького, О. Зуєвського, Ю. Клена, М. Ореста, В. Барки, В. Вовк, М. Державина.